# Burning of the Midnight Lamp
Burning of the Midnight Lamp е песен на The Jimi Hendrix Experience издадена като сингъл през 1967 година и по-късно включена в албума Electric Ladyland от 1968 година. Песента е една от първите, в които Джими Хендрикс показва умения за ефекта уа уа.
Песента включва и клавесин, инструмент на който Хендрикс свири без да има опит. Идеята за песента се ражда по време на полет от Ню Йорк за Лос Анджелис, когато Хендрикс решава да опише проблемите в отношенията с приятелката си Кати Етчингъм. Записана през юли 1967 година Burning of the Midnight Lamp е първата песен от всички включени в албума Electric Ladyland. Ефектът на мандолината е получен след ускорено просвирване на две китарни части записани от Хендрикс. „Ангелския“ хор включва гласовете на Сиси Хюстън и The Sweet Inspirations.
За песента Хендрикс казва: „Това е песен, с която истински се гордея. Някои хора казват, че е най-лошата ни песен, която някога сме правили. Аз мисля че е най-добрата. Въпреки че технически не е добра и звукът е неясен, и текста е едва доловим, това е песента, която наистина ще слушате отново и отново. Не мога да свиря нито на пиано, нито на клавесин, но смятам че успях да извлека нужните звуци. Това беше началото.“